# Wolli Creek (Nouvelle-Galles du Sud)
Wolli Creek est une banlieue du sud de Sydney, dans l'État de Nouvelle-Galles du Sud, en Australie. Il se trouve à côté des cours d'eau du ruisseau Wolli et de la rivière Cooks. Wolli Creek est situé entre les banlieues d'Arncliffe et Tempe, à 10 kilomètres au sud du quartier central des affaires de Sydney et fait partie de la région de St George (en). Le ruisseau Wolli se trouve dans la zone d'administration locale du Conseil de Bayside.

## Histoire
Le ruisseau Wolli a été nommé d'après la voie navigable à sa frontière nord.
La banlieue faisait auparavant partie d'Arncliffe. Reuben Hannam a obtenu des terres en 1825 sur les rives de la rivière Cooks. Alexander Brodie Spark acheta un terrain en 1826 et construisit la maison Tempe en 1836. Il a été nommé d'après 'Vale of Tempe', une belle vallée dans la légende grecque antique situé au pied du mont Olympe. Tempe House, conçu par John Verge, a une atmosphère géorgienne et est considéré comme l'une des grandes maisons de Sydney.
La philanthrope Caroline Chisholm loua Tempe House comme pensionnat pour jeunes femmes (1863-1865). Le domaine était connu sous le nom de Greenbank à cette époque et présentait un emplacement idéal pour le travail de Chisholm. Elle a fait remarquer sur les chambres spacieuses et hautes et le « beau grand verger et ouvert d'arbres fruitiers, entrecoupé s'agitdepar de larges et ombragées promenades ».
En 1884, la succession fut vendue aux Sœurs du Bon Samaritain pour servir de refuge caritatif aux femmes. Les Sœurs ont ajouté l'impressionnante chapelle Sainte-Madeleine (1888), qui est considéré comme l'œuvre de Sheerin Hennessy, un important cabinet d'architectes de Sydney, qui a conçu la Résidence de l'Archevêque et le St Patrick's College à Manly. La chapelle de style néo-gothique est d'une importance culturelle majeure. Il est maintenant désacralisé et a été restauré dans le cadre du réaménagement du point de découverte. Tempe House est maintenant inscrit au Registre du Domaine National.
La région est devenue principalement industrielle jusqu'à ce qu'un réaménagement soit prévu à la fin des années 1990. La nouvelle banlieue devait s'appeler North Arncliffe, mais les résidents de la région ont demandé au conseil de procéder à un vote pour choisir un meilleur nom. Wolli Creek était le choix le plus populaire. La gare de Wolli Creek a ouvert ses portes en 2000. Wolli Creek a été officiellement déclarée banlieue en 2002.